# Basters drijfslak
Basters drijfslak (Eupaludestrina stagnorum) is een slakkensoort uit de familie van de Cochliopidae die voorkomt in brak tot bijna zoet water. De wetenschappelijke naam van de soort werd voor het eerst geldig gepubliceerd in 1791 door Johann Friedrich Gmelin. De Nederlandse naam is een eerbetoon aan de natuuronderzoeker Job Baster.

## Beschrijving
Het dunschalige, torenvormig huisje van Basters drijfslak kan 6,5 mm groot worden en heeft zeven matige bolle windingen. De kleur van de schelp is glanzend wit, soms doorschijnend, en is vaak voorzien van aangroeiing terwijl de opperhuid bruinachtig is.

## Verspreiding
Basters drijfslak komt voor in de Middellandse Zee, de Oostzee, de Noordzee en de Noord-Atlantische Oceaan. Is in Nederland een zeldzame brakwatersoort, die in Zeeland voorkomt in verscheidene binnendijks gelegen brakke kreken, wielen, watergangen en inlagen.